# Alvin and the Chipmunks: The Road Chip
Alvin and the Chipmunks: The Road Chip is een Amerikaanse live-action/CGI komedie uit 2015 van Walt Becker. De film is een vervolg van de in 2011 uitgebrachte film Alvin and the Chipmunks: Chipwrecked en is het vierde deel van de reeks.

## Verhaal
Wanneer de Chipmunks een verlovingsring vinden in een zak van Dave, besluiten ze hem achterna te reizen naar Miami, waar hij zich bevindt met zijn nieuwe vriendin Samantha. Ze zijn bang dat ze plaats zullen moeten maken of voor eeuwig moeten samenleven met pestkop Miles, de zoon van Samantha. Ze verpesten het weekend van Dave en Samantha, de ring blijkt echter van Dave's vriend Barry te zijn. Alvin voelt zich enorm schuldig en roept de Chipmunks, de Chipettes en Miles bij elkaar om een lied voor het tweetal te zingen. Dave besluit daarop om de Chipmunks te adopteren, om twijfels in de toekomst te voorkomen.

## Rolverdeling
| Acteur                    | Personage   | Opmerkingen |
| ------------------------- | ----------- | ----------- |
| Jason Lee                 | Dave        |             |
| Tony Hale                 | Agent Suggs |             |
| Kimberly Williams-Paisley | Samantha    |             |
| Josh Green                | Miles       |             |
| Bella Thorne              | Ashley Grey |             |
| Justin Long               | Alvin       | stem        |
| Matthew Gray Gubler       | Simon       | stem        |
| Jesse McCartney           | Theodore    | stem        |
| Kaley Cuoco               | Eleanor     | stem        |
| Anna Faris                | Jeanette    | stem        |
| Christina Applegate       | Brittany    | stem        |